# Juan Manuel Asensi
Juan Manuel Asensi Ripoll (ur. 23 września 1949 w Alicante) – hiszpański piłkarz grający na pozycjach ofensywnego, środkowego pomocnika.

## Kluby
Swoją karierę piłkarską rozpoczął w klubie Elche CF, a po czterech sezonach gry przeniósł się do FC Barcelona za 80 milionów peset w roku 1970, co było rekordem tamtych lat. Grał tam aż do roku 1981 i był kapitanem. W barwach Azulgrany wywalczył między innymi Puchar Zdobywców Pucharów w 1979 roku, gdzie jego drużyna wygrała 4:3 z niemieckim klubem Fortuna Düsseldorf. Pomógł także drużynie w zdobyciu pucharu Copa del Rey w sezonach 1970/1971 i 1977/1978.
W sumie w tym klubie rozegrał 492 spotkań, i strzelił 130 bramek. Karierę skończył w roku 1984 w klubie CF Puebla.

## Reprezentacja
W reprezentacji Hiszpanii został wybrany na mistrzostwa świata w Argentynie w roku 1978, i mistrzostwa Europy w roku 1980. W reprezentacji debiutował dnia 23 lutego 1969 roku, gdy grał jeszcze w Elche CF. Wtedy Hiszpania przegrała z Belgią 1:2. Mecz był rozegrany w Belgii. W sumie w reprezentacji rozegrał 41 meczów i strzelił 7 bramek.